# San Francesco Saverio alla Garbatella (församling)
San Francesco Saverio alla Garbatella är en församling i Roms stift.
Till församlingen San Francesco Saverio alla Garbatella hör följande kyrkobyggnader och kapell:
- San Francesco Saverio alla Garbatella
- Cappella Corpus Christi
- Cappella Corpus Domini
- Cappella Opera Pia Garbatella
- Cappella Sacra Famiglia